# 디트로이트 앰프스
디트로이트 앰프스(영어: Detroit Amps)는 미국 미시간주 디트로이트를 연고로 하는 3on3리그인 BIG3 소속 농구 팀이다.